# Essen auf Rädern

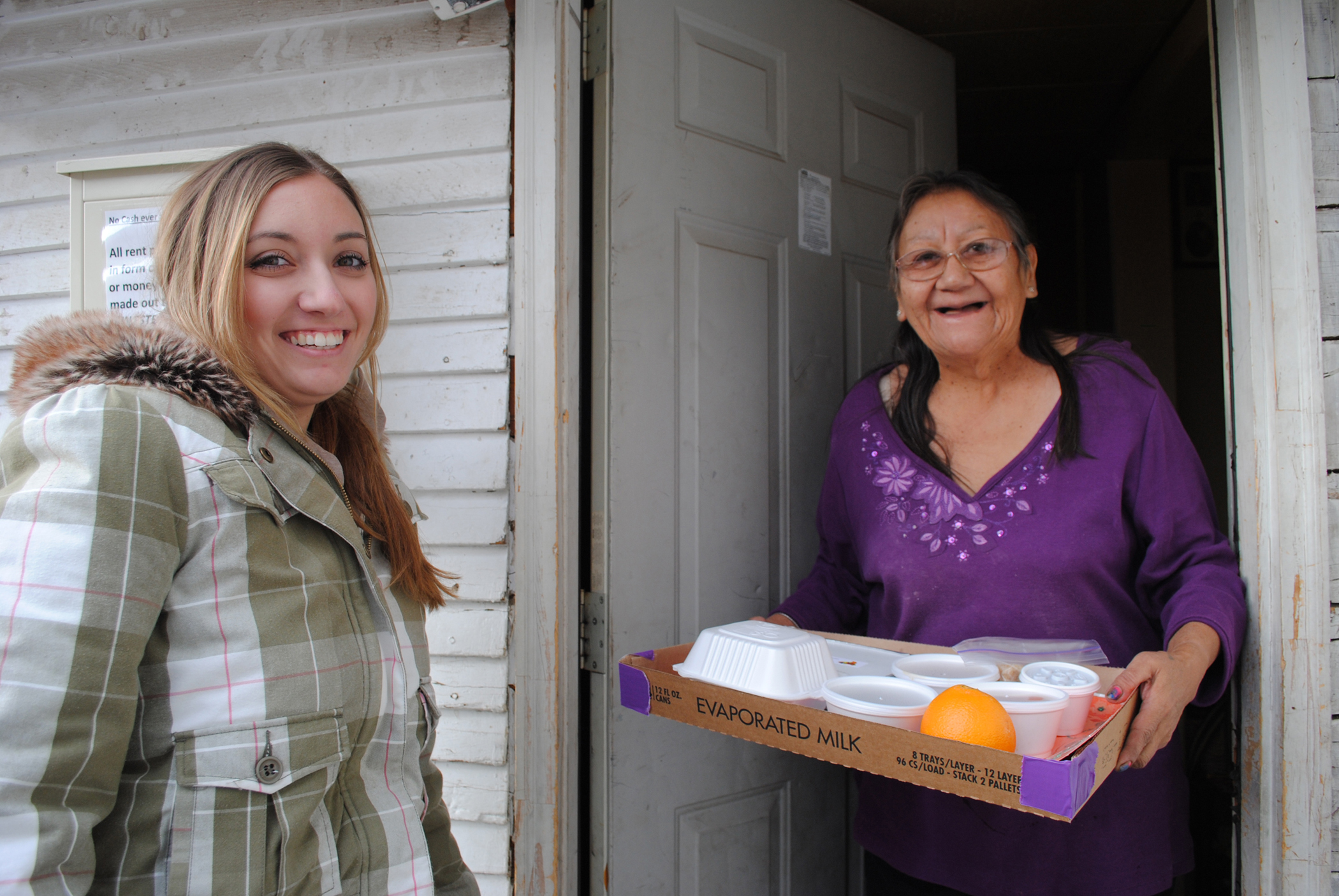
Essen auf Rädern: Auslieferung einer Mahlzeit

Unter Essen auf Rädern versteht man die regelmäßige Lieferung fertig zubereiteter Mahlzeiten bis an die Wohnungstür oder sogar in die Wohnung des Kunden. Essen auf Rädern wird von sozialen Einrichtungen, Wohlfahrtsverbänden, Hilfsorganisationen und Privatunternehmen angeboten und ist vor allem auf die Bedürfnisse älterer oder hilfsbedürftiger Menschen zugeschnitten, die ihre Mahlzeiten nicht mehr selbstständig zubereiten können oder wollen.
Essen auf Rädern wird von den Anbietern oft auch als „Mahlzeitendienst“, „Menüservice“, „Essenbringdienst“ oder schlicht „Catering“ bezeichnet, teils um die Assoziation mit „Alte-Leute-Essen“ zu vermeiden. Die Übergänge zu den Angeboten von Gastronomie und herkömmlichen Bringdiensten sind fließend.

## Dienstleistung
Neben gewöhnlichen Hauptmahlzeiten für verschiedene Geschmacksrichtungen umfasst der Speiseplan in der Regel auch Spezialkost wie vegetarische, salzarme, leicht bekömmliche oder lactosefreie Speisen, Diabetikerkost oder pürierte Kost für Kunden mit Schluckbeschwerden. Desserts, Kuchen, Abendbrot und Getränke ergänzen oft das Angebot. Die Speisen werden üblicherweise aus einem Plan im Voraus gewählt und in einem vereinbaren Zeitfenster täglich warm geliefert, oft auch an Wochenenden und Feiertagen. Meist kann sogar kurzfristig ab- oder umbestellt werden. Die Lieferung erfolgt in Thermomehrwegbehältern, entweder in Alu- oder Kunststoffschalen oder auf Porzellangeschirr.
Alternativ haben viele Anbieter Tiefkühlkost im Sortiment, die für mehrere Tage bestellt und zu Hause aufgewärmt wird.
Je nach Menüwunsch, Anbieter und Service sind Preise zwischen 2,35 und 10,00 EUR pro Hauptmahlzeit üblich (2007). Bedürftige können Zuschüsse gemäß § 30 SGB XII beantragen.

## Geschichte
Die Idee für Essen auf Rädern entstand in den 1940er Jahren in England. Im Dezember 1943 lieferten die Frauen der britischen Wohlfahrtsorganisation WVS (Women’s Voluntary Service, heute Royal Voluntary Service) in Welwyn Garden City die ersten Essen an alte und pflegebedürftige Menschen aus.
In den Vereinigten Staaten war der am 14. Juli 1965, durch Präsident Lyndon B. Johnson und dem 89. Kongress der Vereinigten Staaten, beschlossene Older Americans Act, für die Entstehung zahlreicher Wohlfahrtsorganisationen, ausschlaggebend. Nach der Erschaffung dieses Bundesgesetzes wurden zahlreiche Wohlfahrtsorganisationen gegründet, welche diese Art von Dienstleistung aufnahmen. 1974 wurde die Non-Profit-Organisation (NPO) Meals on Wheels Association of America, vormals Meals On Wheels Association of America, gegründet. Gegenwärtig ist sie, auf nationaler Ebene, die älteste und größte Organisation, welche Essen auf Rädern anbietet. Sie hat ihren Sitz in Arlington, Virginia und wird als CEO von Ellie Hollander geführt.
In den 1960er Jahren kam Essen auf Rädern nach Deutschland. Das Nachbarschaftshaus an der Berliner Urbanstraße versorgte im Juli 1961 erstmals 30 Kreuzberger Rentner mit warmen Mahlzeiten. Ein Essen kostete damals 20 Pfennig.
Die Idee, möglichst viele Bedürftige möglichst effizient – und deswegen auf vier Rädern – mit einem warmen Essen zu versorgen, entwickelte die Vorsitzende des Krefelder Vereines für Haus- und Krankenpflege e. V., Magdalene Schwietzke, im Rahmen einer Vorstandssitzung am 8. Februar 1961. Inspiriert von dem in England bereits aktiven sozialen Dienst entwickelte sie den Plan, für „die tägliche Versorgung von alten und kranken Leuten“ (so ist es im Protokoll nachzulesen) in Krefeld zu sorgen. Weil man das Problem des „Warmhaltens“ der Speisen beim Transport nicht in den Griff bekam, startete der Dienst dann erst am 1. Oktober 1961. In einem Ford Taunus 17M P2 wurden die ersten 48 Menüs Schweinebraten mit Nudeln, dazu eine Sternchensuppe und Wackelpudding mit Vanilletunke an alte, kranke und bedürftige Menschen in Krefeld ausgefahren. Die letzten Meter bis zum Kunden wurde der „Henkelmann“ in einem Weidenkorb, warm eingepackt in eine Chintzdecke, transportiert.

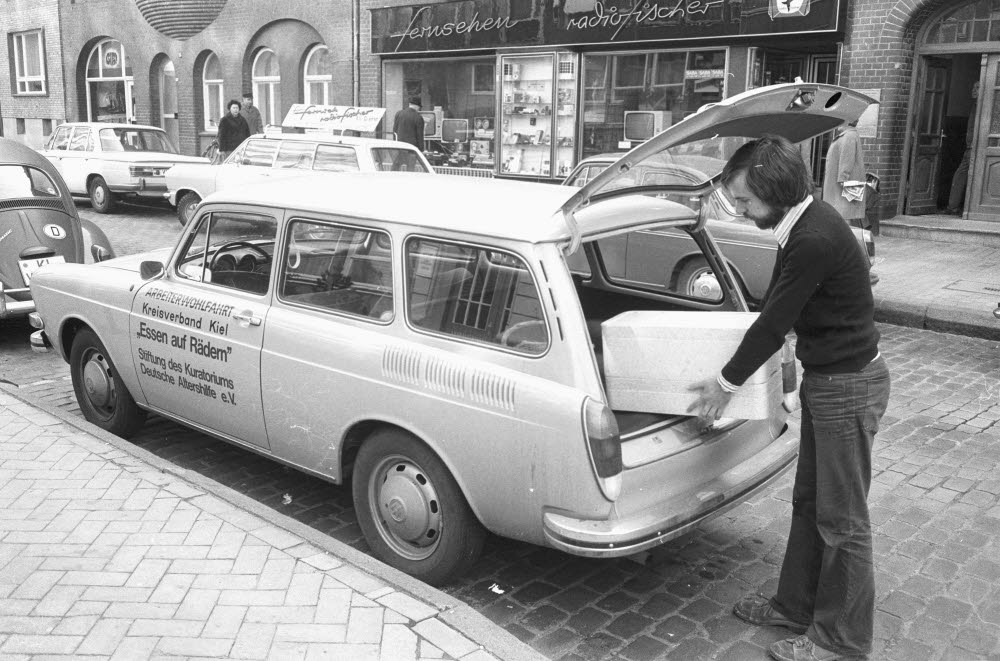
Ein Wagen des Projekts „Essen auf Rädern“ der Arbeiterwohlfahrt in Kiel (1973)

Im Jahr 1971 gelang es Ruth Martin, Leiterin des Mahlzeitendienstes des Berliner DRK, gemeinsam mit dem Unternehmer Karl Düsterberg eine neue Variante der Seniorenverpflegung einzuführen. Um die Probleme mit der Lieferung in Thermobehältern zu umgehen, wurden von ihm Tiefkühllieferungen in Styroporbehältern mit Trockeneis angeboten. Die Portionen, die aus einem Menüplan ausgesucht werden konnten, brauchten dann nur noch aufgewärmt zu werden. Diese Lieferart, die als „Rollender Mittagstisch“ des DRK bekannt wurde, löste vor allem auch das Versorgungsproblem an Wochenenden und Feiertagen.
Im Jahr 2010 erarbeitete die Deutsche Gesellschaft für Ernährung (DGE) gemeinsam mit dem Bundesministerium für Ernährung, Landwirtschaft und Verbraucherschutz in einem der Projekte der Initiative IN FORM den „Qualitätsstandard für Essen auf Rädern“. Ziel des Projektes war, „die ernährungsphysiologische Qualität der Speisen von der Lebensmittelauswahl über die Speisenproduktion bis hin zu Lieferung und Service zu verbessern oder zu bewahren“. Angeboten wird seitdem u. a. eine entsprechende Zertifizierung für Hersteller und Verteiler.
Heute ist Essen auf Rädern in Deutschland flächendeckend verfügbar.

## Marktüberblick (Deutschland)
Im Jahr 2004 teilten sich etwa 2000 Anbieter den Markt für Essen auf Rädern, davon etwa 700 Privatunternehmen und 1300 Anbieter in sozialer Trägerschaft, z. B. Wohlfahrtsverbände und Hilfsorganisationen wie Arbeiter-Samariter-Bund Deutschland, Arbeiterwohlfahrt, Caritas, Malteser Hilfsdienst, Deutsches Rotes Kreuz, Paritätischer Wohlfahrtsverband etc., die insgesamt etwa 320.000 Menschen mobil verköstigten.
Die meisten Anbieter von Essen auf Rädern kochen nicht selbst, sondern liefern zugekaufte Fertigmenüs aus. Einem Fernsehbericht aus dem Jahr 2003 zufolge werden vier von fünf Essen nicht frisch gekocht. Dies ist nicht unbedingt von Nachteil: Zum einen ist für den Kunden so eine größere Menüauswahl kurzfristig verfügbar, zum anderen müssen Tiefkühlgerichte erst kurz vor der Auslieferung „regeneriert“ (erhitzt und ggf. zu Ende gegart) werden. So gehen weniger Vitamine als bei stundenlangem Warmhalten verloren.
Hersteller dieser Menüs sind vor allem drei große überregionale Anbieter, die den deutschen Markt dominieren: Das Rheiner Unternehmen apetito, das sich selbst als Marktführer bezeichnet und fast alle großen Wohlfahrtsverbände und Hilfsorganisationen zu seinen Kunden zählt, die Hofmann Menümanufaktur aus Boxberg (Baden) und der Menüservice Meyer GmbH (Meyer Menü) mit Sitz in Bielefeld. Apetito und Hofmann liefern Tiefkühlmenüs, Meyer kocht in regionalen Großküchen und liefert mit eigenen Fahrzeugen oder über Franchise-Nehmer aus. Daneben kochen Partyservices und Großküchen, z. B. von Krankenhäusern und Altenheimen, die durch Essen auf Rädern ihre Auslastung verbessern.

## Testergebnisse
Die Stiftung Warentest hat 2011 exemplarisch sechs Anbieter in Berlin getestet und bemängelte dabei zu hohen Brennwert sowie zu viel Fett und Salz im ausgelieferten Essen. Die mikrobiologische Qualität der getesteten Mahlzeiten war dagegen unbedenklich. Insgesamt erhielten nur zwei Anbieter das Qualitätsurteil „Gut“. Die sensorische Beurteilung, wozu Geschmack und Aussehen zählen, war bei keinem der Anbieter „gut“. Unterschiede zeigten sich vor allem in der Menüauswahl sowie dem Bestell- und Lieferservice.
Bereits im Jahr 2004 hatte die Stiftung Warentest nach einem Test in Hamburg und Potsdam zu viel Fett, Salz und zu wenig Kohlenhydrate beanstandet. Damals erhielt nur ein Anbieter von sieben die Testnote „Gut“.
Im Jahr 2013 wurden in der Sendung Servicezeit des Westdeutschen Rundfunks die Angebote der in Nordrhein-Westfalen mit hohem Marktanteil vertretenen Anbieter apetito, Hofmann Menümanufaktur und Sauels Frischmenü verglichen. Im Ergebnis des auf Geschmack und Qualität fokussierten Vergleichs schnitt Hofmann als bester Anbieter ab; Sauels und apetito belegten die Plätze zwei und drei.

## Statistik und Steuern
Seit 2000 wird Essen auf Rädern im Warenkorb für den Verbraucherpreisindex des Statistischen Bundesamtes erfasst.
Die Besteuerung von Essen auf Rädern hängt vom Service ab. Nach einem Urteil des Bundesfinanzhofs gilt der volle Mehrwertsteuersatz (seit 1. Januar 2007: 19 %), wenn der Dienstleistungscharakter gegenüber der reinen Lieferung überwiegt, z. B. durch Bereitstellung von Mehrweggeschirr und Lieferung in die Wohnung, ansonsten gilt der ermäßigte Satz von 7 %, sofern der Anbieter nicht ohnehin (wie viele gemeinnützige Organisationen) gänzlich von der Umsatzsteuer befreit ist.